# Hughestown
Hughestown és una població dels Estats Units a l'estat de Pennsilvània. Segons el cens del 2000 tenia 1.541 habitants.

## Demografia
Segons el cens del 2000, Hughestown tenia 1.541 habitants, 615 habitatges, i 444 famílies. La densitat de població era de 668,5 habitants per quilòmetre quadrat.
Dels 615 habitatges en un 25,2% hi vivien nens de menys de 18 anys, en un 57,6% hi vivien parelles casades, en un 10,4% dones solteres, i en un 27,8% no eren unitats familiars. En el 24,6% dels habitatges hi vivien persones soles el 13,8% de les quals corresponia a persones de 65 anys o més que vivien soles. El nombre mitjà de persones vivint en cada habitatge era de 2,5 i el nombre mitjà de persones que vivien en cada família era de 2,98.
Per edats la població es repartia de la següent manera: un 19,1% tenia menys de 18 anys, un 7,1% entre 18 i 24, un 27,1% entre 25 i 44, un 28,5% de 45 a 60 i un 18,2% 65 anys o més.
L'edat mediana era de 43 anys. Per cada 100 dones de 18 o més anys hi havia 88,2 homes.
La renda mediana per habitatge era de 41.750 $ i la renda mediana per família de 50.938 $. Els homes tenien una renda mediana de 33.611 $ mentre que les dones 22.422 $. La renda per capita de la població era de 20.246 $. Entorn del 4,7% de les famílies i el 5,7% de la població estaven per davall del llindar de pobresa.

## Poblacions més properes
El següent diagrama mostra les poblacions més properes.